# Charly
«Charly» — первый сингл британского электронного коллектива The Prodigy. Сингл вызвал множество эмоций среди критиков. Он вышел на компакт дисках и кассетах и имеет важную связь с дебютным альбомом Experience. Звучание сингла более тяжёлое и насыщенное по сравнению с дебютным мини-альбомом (EP) What Evil Lurks. Здесь чувствуется вся рэйв-стилистика с характерной психоделикой и танцевальностью. Сингл вызвал настоящий скандал и были отосланы не самые лучшие отзывы в сторону Лайама Хоулетта. Один из критиков журнала Mixmag считал, что «Charly» убил рэйв и очень резко отличается от обычных андеграундных композиций рэйв-команд. Звук миньона был действительно большим шагом вперёд и переворотом в андеграунд-сцене, благодаря этому синглу интерес к рэйв-культуре не ослабился, а возрос очень сильно. На защиту электронных музыкантов The Prodigy встало немало людей. Это дало группе силы не упасть очень быстро на дно и послужило импульсом в их дальнейшей карьере.
Максимальное место в британском чарте — № 3.

## Описание треков
Оригинальная версия «Charly» имеет более спокойное и мрачное звучание с клавишными вставками, в самом начале существовало 2 похожие версии этого трека, они были только в демозаписи Лайама Хоулетта, однако после этого он всё-таки усовершенствовал звук и поставил точное звучание в 3:59. Композиция «Pandemonium» изначально имела название «Pandemonia» и звучала слегка быстрее, так же как и другие ранние версии композиций. Это очень своеобразный трек с мощными басами и психоделическим настроем с необычными звуками. Трек «Your Love» — очень мелодичная и спокойная композиция, которая потом будет замиксована в дебютном альбоме Experience. Трек «Charly (original mix)» стала настоящим открытием и хитом, забавные отрывки из детской передачи с тяжёлыми битами (биты были взяты из трека Meat Beat Manifesto — «Radio Babylon») изменили звучание The Prodigy в новое, более танцевальное направление.

## Видео
Музыкальный клип содержит нарезки из ранних концертов группы начала-середины 1991 года, отрывки из детской информационной передачи и видео снятые на любительскую камеру, также есть отрывки стоящего за синтезатором Лайама Хоулетта и отдельные моменты каждого участника группы, где была выделена одна чёрная комната. Также заметна участница Шарки (Sharky), в клипе она видна как танцовщица в зелёной майке. Также в этом видео заметны характерные рэйв-костюмы участников The Prodigy — своеобразные клетчатые чёрно-белые костюмы с котелками, которые они носили с 1990 по 1993 год.

## Список композиций

### CD single and 12" vinyl record[1]
1. Charly (original mix) (3:59)
2. Pandemonium (4:27)
3. Your Love (6:02)
4. Charly (Alley Cat mix) (5:22)